# Пюзе
Пюзе́ (фр. Pusey) — коммуна во Франции, находится в регионе Франш-Конте. Департамент — Верхняя Сона. Входит в состав кантона Везуль-Уэст. Округ коммуны — Везуль.
Код INSEE коммуны — 70428.

## География
Коммуна расположена приблизительно в 310 км к юго-востоку от Парижа, в 50 км севернее Безансона, в 5 км к северо-западу от Везуля.

## Население
Население коммуны на 2010 год составляло 1557 человек.
| 1962 | 1968 | 1975 | 1982 | 1990 | 1999 | 2010 |
| ---- | ---- | ---- | ---- | ---- | ---- | ---- |
| 376  | 364  | 519  | 826  | 912  | 1110 | 1557 |

## Экономика

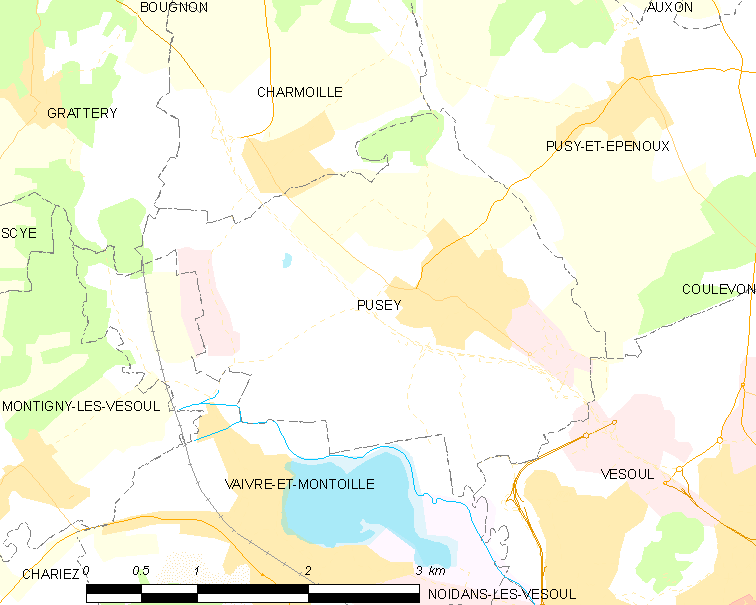
Карта коммуны

В 2010 году среди 1001 человека трудоспособного возраста (15—64 лет) 715 были экономически активными, 286 — неактивными (показатель активности — 71,4 %, в 1999 году было 74,3 %). Из 715 активных жителей работали 677 человек (359 мужчин и 318 женщин), безработных было 38 (18 мужчин и 20 женщин). Среди 286 неактивных 112 человек были учениками или студентами, 112 — пенсионерами, 62 были неактивными по другим причинам.